# Rode heidelichtmot
De rode heidelichtmot (Selagia spadicella) is een vlinder uit de familie snuitmotten (Pyralidae). De wetenschappelijke naam is voor het eerst geldig gepubliceerd in 1796 door Hübner.
De soort komt voor in Europa.